# Nephrotoma fletcheriana
Nephrotoma fletcheriana är en tvåvingeart som beskrevs av Alexander 1952. Nephrotoma fletcheriana ingår i släktet Nephrotoma och familjen storharkrankar. Inga underarter finns listade i Catalogue of Life.